# نورمان شارب (لاعب كرة قدم أسترالية)
نورمان شارب (بالإنجليزية: Norm Sharp)‏ هو لاعب كرة قدم أسترالية أسترالي، ولد في 23 يونيو 1934، وتوفي في 8 أكتوبر 2014.

## وصلات خارجية
- نورمان شارب على موقع AustralianFootball.com (الإنجليزية)
- نورمان شارب على موقع AFLtables.com (الإنجليزية)